# Illa White (Antàrtida)
L'illa White és una illa totalment coberta de gel d'uns 24 quilòmetres de llargada per 9 d'amplada i una superfície d'uns 200 km2 que es troba a la Terra d'Enderby, a l'Antàrtida. L'estret Styles la separa de la península de Sakellari. Descoberta i anomenada Hvitøya ("Illa Blanca") per Hjalmar Riiser-Larsen el gener de 1930, la seva existència fou posada en dubte fins que fou confirmada per una expedició soviètica el març de 1957 i una d'australiana el febrer de 1960.